# Gáztörvény
A gáztörvények az ideális gáz (fizikai kémiában célszerűen a tökéletes gáz kifejezést használják) abszolút hőmérséklete (T), nyomása (p) és térfogata (V) – ún. állapotjelzők – közötti matematikai összefüggések. A három gáztörvényt: Boyle–Mariotte-törvényt, a Gay-Lussac-törvényt és a Charles-törvényt összevonva az egyesített gáztörvényt kapjuk:
{\displaystyle {\frac {p_{1}V_{1}}{T_{1}}}={\frac {p_{2}V_{2}}{T_{2}}}}.
E gáztörvénynél figyelembe véve az Avogadro-törvényt, a tökéletes viselkedésű gázokra érvényes egyetemes, vagy általános gáztörvény vezethető le:
{\displaystyle pV=nRT}
ahol
- p a nyomás Pa-ban
- V a térfogat m³-ben
- n a gáz kémiai anyagmennyisége mol-ban
- R az egyetemes gázállandó (8,314 J/(mol.K))
- T az abszolút hőmérséklet K-ben

továbbá:
{\displaystyle n={\frac {N}{N_{A}}}={\frac {m}{M}}}
ahol
- N a résztvevő anyag darabszáma (atomszám vagy molekulaszám)
- NA az Avogadro-szám
- m a tömeg kg-ban
- M a móltömeg kg/mol-ban

(A gáztörvény természetesen bármely koherens mértékegységrendszerben igaz.)
Azokat a gázokat, melyek ezen törvények szerint viselkednek, ideális gázoknak nevezzük. Ténylegesen ideális gázok nem léteznek, a valóságos gázok csak többé-kevésbé követik a gáztörvényeket.
Más gáztörvények, mint a Van der Waals-egyenlet az ideális gáztörvényt korrekciókkal látja el a valóságos gázok viselkedésének megfelelően.
Más fontos gáztörvényt fogalmaz meg a Dalton-törvény a gázok parciális nyomásáról.